# Американські євреї
Американці єврейського походження або американські євреї (англ. American Jews) — громадяни США єврейської національності або юдейського віросповідання (слід враховувати, що в американській статистиці єврейство є насамперед релігійною, а не національною групою).
Серед американських євреїв абсолютно переважають ашкеназі (до 90 %), хоча представлені також інші групи (сефарди, мізрахі, бухарські євреї), а також певна кількість неєвреїв, які навернулися в юдейську віру, зокрема людей, що належать до інших расових типів. Також у США представлений широкий спектр різних течій юдаїзму.
На початку XX століття найбільша в світі єврейська діаспора (до 5 млн чол.) перебувала в смузі осілості Російської імперії. Проте в XXI ст. найбільшою є діаспора у США. Чисельність американських євреїв оцінюється в 5,5-8,0 млн чол. (1,7 % — 2,6 % населення), що можна порівняти з населенням Ізраїлю. Визначення точної цифри утруднено у зв'язку з питанням ідентичності в осіб змішаного походження.